# Municipio de Lansing (Minnesota)
El municipio de Lansing (en inglés: Lansing Township) es un municipio ubicado en el condado de Mower en el estado estadounidense de Minnesota. En el año 2010 tenía una población de 941 habitantes y una densidad poblacional de 11,58 personas por km².

## Geografía
El municipio de Lansing se encuentra ubicado en las coordenadas 43°43′22″N 93°0′1″O / 43.72278, -93.00028. Según la Oficina del Censo de los Estados Unidos, el municipio tiene una superficie total de 81.25 km², de la cual 81,05 km² corresponden a tierra firme y (0,25 %) 0,2 km² es agua.

## Demografía
Según el censo de 2010, había 941 personas residiendo en el municipio de Lansing. La densidad de población era de 11,58 hab./km². De los 941 habitantes, el municipio de Lansing estaba compuesto por el 91,71 % blancos, el 4,04 % eran afroamericanos, el 0,64 % eran asiáticos, el 2,87 % eran de otras razas y el 0,74 % eran de una mezcla de razas. Del total de la población el 4,36 % eran hispanos o latinos de cualquier raza.